# ES Bingerville
Die Entente Sportive de Bingerville, kurz ES Bingerville oder ESB, ist ein ivorischer Fußballverein aus Bingerville, einer Vorstadt Abidjans.
Die Spieler des Clubs werden daher Banlieusards oder in Anlehnung an die Vereinsfarben Sang et Or genannt. Der bisher größte Erfolg des Vereins ist ein dritter Ligaplatz 2007 und die damit verbundene Qualifikation zum CAF Confederation Cup. Hier konnte man den gambischen Vertreter Gambia Ports Authority FC in der ersten Vorrunde mit 4:0 Toren besiegen. In der zweiten Runde konnte der Verein gegen den senegalesischen Meister ASC Linguère zwar eine 3:0-Niederlage aus dem Auswärtsspiel aufholen, verlor dann jedoch im Elfmeterschießen. 

## Ehemalige Spieler
- Davy Angan – FC Lyn Oslo
- Lebri Harman Ouraga – FK Haugesund Torschützenkönig '07